# Chondronephthya fusca
Chondronephthya fusca är en korallart som först beskrevs av Wright och Studer 1889.  Chondronephthya fusca ingår i släktet Chondronephthya och familjen Nephtheidae. Inga underarter finns listade i Catalogue of Life.